# Uruapan
Uruapan è  una municipalità dello stato di Michoacán, nel Messico centrale. La municipalità conta 315.350 abitanti (2010) e ha un'estensione di 1.014,34 km².
Il nome significa "luogo dove gli alberi hanno sempre frutto".